# 불편한 진실
《불편한 진실》(An Inconvenient Truth)은 2006년 미국에서 제작된 데이비스 구겐하임 감독의 다큐멘터리 영화이다. 미국의 전직 부통령 앨 고어가 1,000번이 넘는 수의 강연에서 사용했던 슬라이드 쇼를 바탕으로 지구 온난화에 대해 다루고 있다. 2007년에 열린 아카데미 시상식에서 장편 다큐멘터리상을 차지하였다.

## 출연
- 앨 고어 (Al Gore)

## 수상 내역
- 제79회 미국 아카데미 시상식 (2007) 장편다큐멘터리상 수상
- 제79회 미국 아카데미 시상식 (2007) 음악상 수상
- 제19회 시카고 비평가 협회상 (2006) 다큐멘터리상 수상
- 제32회 LA 비평가 협회상 (2006) 다큐멘터리상 수상
- 제41회 전미 비평가 협회상 (2007) 다큐멘터리상 수상

## 같이 보기
- 인간이 환경에 미치는 영향
- 허리케인 카트리나